# 張翔一
張翔一（1979年7月19日—），台灣媒體人，臺北市立建國高級中學校友、東吳大學政治學系畢業，國立台灣大學新聞研究所碩士，《天下雜誌》未來事業部數位營運總監、《換日線 Crossing》頻道總編輯，著有《台灣爵士光譜》，合著有《揮旗兩岸金融大新局》。妹妹是藝人張靜之。

## 生平
張翔一高中時即熱愛爵士樂，曾苦練薩克斯風。台大新聞研究所畢業後曾任東森新聞文字記者，後進入《天下雜誌》擔任財經記者，曾任《獨立評論@天下》副主編，2010年《人民幣來了》報導曾獲SOPA新聞獎，2014年《自由貿易、真相解密》報導曾獲卓越新聞獎。
2015年於美國紐約採訪時，與美國友人對談過程中，發現在海外工作或留學的台灣人更關心台灣，因而有了創辦專門給海外年輕人書寫、仿照「獨立評論＠天下」的名家專欄模式平台的網路新媒體《換日線 Crossing》的想法。
隔年在網友聯署支持下，換日線由網路傳媒逆向進軍紙本期刊，目前以為固定季刊，並會不定期舉辦實體線下活動：論壇、講座等。

## 外部連結
- 張翔一的Facebook專頁
- 天下雜誌張翔一部落格 （页面存档备份，存于）